# 麦克斯韦线圈

麦克斯韦线圈附近的磁场

麦克斯韦线圈是一个在大体积条件下能产生均匀磁场（或均匀梯度磁场）的装置。为了纪念苏格兰物理学家麦克斯韦。
麦克斯韦线圈是亥姆霍茲線圈的改进版本：实际上它能提供比亥姆霍兹线圈还要均匀的磁场，但是使用了更多的装置且增加了复杂性。

## 简介
一个恒稳的麦克斯韦线圈包含了三个共球面的线圈。 
 根据麦克斯韦1873年的原始设计： 
 每个外线圈的半径是{\displaystyle {\sqrt {\frac {4}{7}}}R}，且与中心线圈的距离为：{\displaystyle {\sqrt {\frac {3}{7}}}R} 
 如果中心线圈的半径是{\displaystyle R}. 
稍小的线圈的匝数应该精确等于中心线圈匝数的 {\displaystyle {\frac {49}{64}}} 倍。
这样的设计阻止了磁场的变化，线圈中心的磁场的前六阶导数均为零。

## 梯度场麦克斯韦线圈
梯度场麦克斯韦线圈和以上的三个线圈的结构非常相似，但是中心线圈被移除,仅留下较小的两个线圈。 如果两个线圈的电流是相反的，两线圈中心的场为均匀梯度磁场。麦克斯韦描述过使用两个线圈结构在小型测试上可以产生匀力 。 这种类型的麦克斯韦线圈类似于亥姆霍兹线圈，区别在于线圈距离从线圈半径 {\displaystyle R}增加到{\displaystyle {\sqrt {3}}R}和相反的电流。